# Зенанполье
Зенанполье, также Зенаполье, Зенанполе (бел. Зенанполле, Зенаполле, Зенанполе) — деревня в Ляденском сельсовете Червенского района Минской области.

## География
Располагается в 17 км к юго-востоку от райцентра.

## История
По данным Переписи населения Российской империи 1897 года фольварок в составе Якшицкой волости Игуменского уезда Минской губернии, где насчитывалось 12 дворов, проживали 82 человека. На начало XX века урочище в 7 дворов, где жили 58 человек. На 1917 год деревня Зенанполь, насчитывавшая 13 дворов и 80 жителей. 24 августа 1924 года вошла в состав вновь образованного Горковского сельсовета Червенского района Минского округа (с 20 февраля 1938 — Минской области). Согласно переписи населения СССР 1926 года деревня Зенанполле, где насчитывалось 15 дворов и 77 жителей. В 1930 году в деревне организовали колхоз «Трудовик», куда к 1932 году вошли 6 крестьянских дворов. На 1940 год насчитывалось  дворов, проживали 92 человека. Во время Великой Отечественной войны деревня была оккупирована немецко-фашистскими захватчиками в июле 1941 года. В ноябре 1942 года деревня была сожжена, трое её жителей погибли на фронтах. В лесу недалеко от деревни расположены братские могилы погибших в боях с фашистами советских солдат и партизан, а также солдат, погибших ещё в Гражданскую войну. В 1957 году на деревенском кладбище был  поставлен памятник в виде скульптуры партизана. 16 июля 1954 года деревня вошла в Ляденский сельсовет. На 1960 год здесь жили 52 человека. В 1980-е годы деревня относилась к совхозу «Горки». На 1997 год насчитывалось 7 домов, 9 жителей.

## Население
- 1897 — 12 дворов, 82 жителя.
- начало XX века — 7 дворов, 58 жителей.
- 1917 — 13 дворов, 80 жителей.
- 1926 — 15 дворов, 77 жителей.
- 1940 —  дворов, 92 жителя.
- 1960 — 52 жителя.
- 1997 — 7 дворов, 9 жителей.
- 2013 — 3 двора, 4 жителя.